# Trương Vinh Lân
Trương Vinh Lân (Hoa Ngữ: 張榮麟; Bính âm: Zhāng róng lín; phiên âm Wade-Giles: Chang Jung-lin, 2 tháng 5 năm 1985 – 14 tháng 7 năm 2025) là một cơ thủ bida pool chuyên nghiệp người Đài Loan. Anh là nhà vô địch thế giới thể loại pool 8 bóng năm 2012, giành huy chương bạc nội dung pool 9 bóng tại World Games 2013, từng 6 lần vô địch các giải đấu WPA Asian Nine-ball Tour.

## Sự nghiệp

### Giải vô địch pool thế giới

#### 9 bóng
Trương Vinh Lân giành ngôi á quân pool 9 bóng trẻ thế giới năm 2001 và 2003.
Ngay từ lần đầu tiên dự giải thế giới pool 9 bóng năm 2005, Trương đã vào đến vòng 16 của giải đấu. Anh tham dự ở tất cả các giải thế giới pool 9 bóng từ đó đến nay. Phong độ anh ổn định khi ngoại trừ năm 2015, anh đều vượt qua vòng bảng. Tuy nhiên anh không bao giờ đến được vòng 16 như năm 2005 mà thường bị loại ở vòng 64 hoặc vòng 32 cơ thủ.

#### 10 bóng
Trương Vinh Lân hai lần dự giải vô địch pool 10 bóng thế giới vào năm 2008 và 2015, đều lọt tới vòng 32.

#### 8 bóng
Lần đầu tiên tham dự giải thế giới pool 8 bóng, Trương Vinh Lân dừng bước ở vòng 16. Ở lần thứ hai dự giải vô địch 8 bóng thế giới năm 2012, anh đã giành ngôi vô địch sau khi vượt qua đồng hương Phó Triết Vĩ 11–6 ở trận chung kết. Do giải đấu từ đó đến nay không tổ chức nên anh vẫn là đương kim vô địch.

### World Cup of Pool
Tại World Cup of Pool (Cúp thế giới pool 9 bóng), Trương (đứng cặp với đồng đội Kha Bỉnh Dật) tham dự 2 lần vào các năm 2010 và 2013. Cả hai lần ho đều vào đến bán kết và chịu thất bại trước cặp đôi Philippines.

### WPA Asian Nine-ball Tour
Tại WPA Asian Nine-ball Tour, tour đấu gồm nhiều giải dành cho các cơ thủ châu Á, Trương Vinh Lân đã giành được 6 chức vô địch trong hai năm 2007 và 2008, trong đó có chức vô địch chung cuộc năm 2007. Thành tích này của anh chỉ kém có Dương Thanh Thuận (vô địch 7 giải đấu).

### Các giải đấu khác
Trương được mời tham dự World Pool Masters hai lần vào các năm 2011 và 2013. Thành tích cao nhất là vào bán kết năm 2013.
Giải Trung Quốc mở rộng Trương tham dự thường xuyên, liên tục từ 2010 đến 2015; thành tích cao nhất là vào bán kết năm 2014. Anh còn được mời tham dự các giải Mỹ mở rộng và Nhật Bản mở rộng.
Tại World Games 2013, ở nội dung pool 9 bóng, Trương vào đến chung kết và thất bại trước cơ thủ Anh Darren Appleton với tỉ số sát nút 10–11, giành huy chương bạc.

## Qua đời
Vào ngày 14 tháng 7 năm 2025, khi anh đang tham dự giải "Predator - PBC Indonesia international open 2025" tại Jakarta, Indonesia. Sau khi kết thúc trận đấu và giành phần thắng trước tay cơ chủ nhà Tommy 2-0 tại vòng 32 lúc 10 giờ sáng, anh trở về khách sạn để nghỉ ngơi chuẩn bị cho trận đấu vòng 16 với Yoni Rachmanto một tay cơ chủ nhà khác lúc 16 giờ chiều cùng ngày. Và rồi sau đó một nhân viên trong ban tổ chức giải đã phát hiện anh bất tỉnh trong khu vực nghỉ ngơi của khách sạn. Các báo cáo sơ bộ cho thấy anh đã bị đột quỵ sau một cơn nhồi máu cơ tim.
Ban tổ chức đã chính thức xác nhận sự ra đi của anh vào lúc 21 giờ, đồng thời gửi lời chia buồn tới gia đình và cộng đồng bida quốc tế. Sau khi kết thúc phát biểu, ông Melvin Chia (giám đốc kỹ thuật Liên đoàn Pool thế giới) cùng các cơ thủ tham dự giải đấu đã thực hiện giây phút mặc niệm để tưởng nhớ đến anh.
Trên trang Facebook cá nhân của mình cơ thủ người Mỹ gốc Nga Fedor Gorst cũng đã bày tỏ lòng thành kính, anh gọi Chang là "một trong những tài năng vĩ đại nhất mà môn thể thao của chúng ta từng chứng kiến" và nói thêm: "Bida là một môn thể thao đẹp mắt, nhưng cũng rất khó. Đằng sau sự tập trung và chính xác, nhiều người trong chúng ta học cách che giấu những khó khăn của mình. Chúng tôi sẽ vô cùng thương nhớ anh, Chang."
Hiệp hội bida Trung Hoa Đài Bắc sau đó cũng đã đăng lời tưởng nhớ và nói rằng: “Cảm ơn anh vì nhiều năm làm việc chăm chỉ cho bộ môn bida và mang lại vinh dự cho đất nước”.